# Monomorium alamarum
Monomorium alamarum är en myrart som beskrevs av Bolton 1987. Monomorium alamarum ingår i släktet Monomorium och familjen myror. Inga underarter finns listade i Catalogue of Life.